# Colonia San Pedro
Colonia San Pedro é um município da província de Córdova, na Argentina.